# Uzerche
Uzerche là một xã trong vùng Nouvelle-Aquitaine, thuộc tỉnh Corrèze, quận Tulle, tổng Uzerche. Tọa độ địa lý của xã là 45° 25' vĩ độ bắc, 01° 34' kinh độ đông. Uzerche nằm trên độ cao trung bình là 333 mét trên mực nước biển. Xã có diện tích 23,84 km², dân số vào thời điểm 1999 là 3.062 người; mật độ dân số là 129 người/km².

## Thông tin nhân khẩu
| 1962  | 1968  | 1975  | 1982  | 1990  | 1999  |
| ----- | ----- | ----- | ----- | ----- | ----- |
| 3.316 | 3.314 | 3.091 | 3.097 | 2.813 | 3.062 |

## Nhân vật nổi tiếng
- Gaucelm Faidit (1185 - 1240)